# Mon enfant a disparu

Mon enfant a disparu (Amber's Story) est un téléfilm américain réalisé par Keoni Waxman et diffusé le 4 septembre 2006 sur Lifetime.

## Fiche technique
- Réalisation : Keoni Waxman
- Scénario : Richard Leder
- Société de production : Nasser Entertainment
- Durée : 89 minutes
- Pays :  États-Unis

## Distribution
- Elisabeth Röhm (VF : Christiane Jean) : Donna Whitson
- Teryl Rothery (VF : Monique Nevers) : Sharon Timmons
- Myron Natwick (VF : Jean Lescot) : Glen Park
- Sophie Hough : Amber Hagerman
- Jodelle Micah Ferland : Nichole Taylor Timmons
- Zak Ludwig : Ricky Hagerman
- Tim Henry : Jimmie Whitson
- Karen Austin : Glenda Whitson
- Anthony Holland : George Redden
- Michael Adamthwaite (en) : l'officier Perry
- Greg Michaels (VF : Pierre Dourlens) : l'inspecteur Griffin
- Malcolm Scott : l'inspecteur Cooper
- Mitchell Kosterman (en) (VF : Philippe Dumond) : l'inspecteur Stevens
- Claude Knowlton : l'inspecteur Davis
- James Purcell : le sergent Barrone
- Dagmar Midcap (en) (VF : Blanche Ravalec) : la journaliste Ashley Chambers
- Rob Morton : Polygraph Examiner
- Rob Wilton : Hard Man
- Trevor Roberts : Walking Man
- Angela Moore : Medical Examiner
- Chris Wild : Police Chaplain
- Adrian Hough : Congressman Mark Frost
- Brenda M. Crichlow : Linda
- Candus Churchill : Sales Woman
- French Tickner (en) : le sénateur Hewitt
- Marke Driesschen : Paul Jackson
- Wayne Baker : Tribal Police Chief Fowler
- George W. Bush : lui-même
- Joseph Nassar : Police Dispatcher

Source et légende : Version française (VF) selon le carton de doublage.